# Alexandra Billings
Alexandra Billings, född 28 mars 1962 i Schaumburg, Illinois, är en amerikansk skådespelare.
Billings har bland annat medverkat i TV-serierna Transparent (2014-2019), The Guardians of Justice (2022) och Never Have I Ever (2020-2022). Hon har även medverkat i filmen The Estate från 2020.

## Filmografi (i urval)
- 2014-2019: Transparent
- 2020-2022: Never Have I Ever
- 2020: The Estate
- 2022: The Guardians of Justice